# Epicloud
Epicloud – album studyjny Devin Townsend Project. Wydawnictwo ukazało się 18 września 2012 roku nakładem wytwórni muzycznych HevyDevy Records i InsideOut Music.
Płyta dotarła do 105. miejsca listy Billboard 200 w Stanach Zjednoczonych sprzedając się w nakładzie 4,6 tys. egzemplarzy w przeciągu trzech tygodni od dnia premiery. Nagrania były promowane teledyskiem do utworu "Lucky Animals".
W 2013 roku album uzyskał nominację do nagrody kanadyjskiego przemysłu fonograficznego Juno w kategorii Metal/Hard Music Album of the Year.

## Lista utworów
Opracowano na podstawie materiału źródłowego.
| Nr  | Tytuł utworu      | Słowa          | Muzyka                               | Długość |
| --- | ----------------- | -------------- | ------------------------------------ | ------- |
| 1.  | „Effervescent!”   | Devin Townsend | Devin Townsend                       | 00:44   |
| 2.  | „True North”      | Devin Townsend | Devin Townsend                       | 03:53   |
| 3.  | „Lucky Animals”   | Devin Townsend | Devin Townsend                       | 03:21   |
| 4.  | „Liberation”      | Devin Townsend | Devin Townsend, Ryan van Poederooyen | 03:21   |
| 5.  | „Where We Belong” | Devin Townsend | Devin Townsend                       | 04:27   |
| 6.  | „Save Our Now”    | Rob Swire      | Rob Swire                            | 04:08   |
| 7.  | „Kingdom”         | Devin Townsend | Devin Townsend                       | 05:29   |
| 8.  | „Divine”          | Devin Townsend | Devin Townsend                       | 03:17   |
| 9.  | „Grace”           | Devin Townsend | Devin Townsend, Ryan van Poederooyen | 06:09   |
| 10. | „More!”           | Devin Townsend | Devin Townsend                       | 04:05   |
| 11. | „Lessons”         | Devin Townsend | Devin Townsend                       | 01:07   |
| 12. | „Hold On”         | Devin Townsend | Devin Townsend                       | 03:57   |
| 13. | „Angel”           | Devin Townsend | Devin Townsend                       | 05:54   |
|     |                   |                |                                      | 49:52   |

## Twórcy
Opracowano na podstawie materiału źródłowego.
| - Devin Townsend – wokal prowadzący, wokal wspierający, gitara, instrumenty klawiszowe, miksowanie, inżynieria dźwięku, produkcja muzyczna - Brian Waddell – gitara basowa, wokal wspierający - Ryan van Poederooyen – perkusja - Dave Young – gitara, instrumenty klawiszowe, mandolina, wokal wspierający - Anneke van Giersbergen, Tyler Thorne, Munesh Sami – wokal wspierający - Paul Silveira, Dom Monteleone - inżynieria dźwięku - Mattias Eklund, Mike St-Jean, Mike Young, Paul Dutil - asystenci inżyniera dźwięku - Armando Aguirre - obsługa techniczna, wokal wspierający |  | - Tom Hawkins - zdjęcia - Anthony Clarkson - oprawa graficzna - Graham Ord - saksofon, trąbka - Jean Savoie - obsługa techniczna - Mike Young - edycja cyfrowa - Ray Fulber - realizacja nagrań - Troy "T-roy" Glessner - mastering |

## Listy sprzedaży
| Lista                   | Kraj              | Pozycja |
| ----------------------- | ----------------- | ------- |
| Billboard 200           | Stany Zjednoczone | 105     |
| UK Albums Chart         | Wielka Brytania   | 61      |
| SNEP                    | Francja           | 96      |
| MegaCharts              | Holandia          | 88      |
| Suomen virallinen lista | Finlandia         | 8       |
| Media Control Charts    | Niemcy            | 87      |